# Kim Won-jin (Judoka)

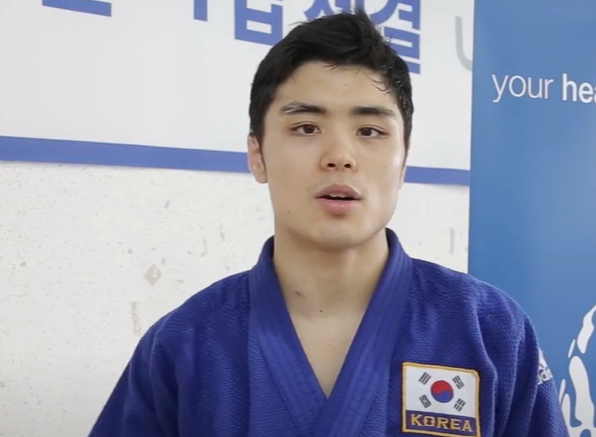
Kim Won-jin, 2016

Kim Won-jin (* 1. Mai 1992 in der Provinz Gangwon-do) ist ein südkoreanischer Judoka. Er war 2013 und 2015 Weltmeisterschaftsdritter im Superleichtgewicht, der Gewichtsklasse bis 60 Kilogramm.

## Sportliche Karriere
Kim siegte 2009 bei den U20-Asienmeisterschaften in der Gewichtsklasse bis 55 Kilogramm, seither kämpft der 1,68 m große Judoka in der Gewichtsklasse bis 60 Kilogramm. 2011 siegte er bei der Universiade in Shenzhen. Eine Woche danach kämpfte Kim bei den Weltmeisterschaften in Paris. Dort bezwang er im Viertelfinale den Russen Arsen Galstjan. Danach unterlag er im Halbfinale dem Usbeken Rishod Sobirov und im Kampf um Bronze dem Ukrainer Heorhij Santaraja. 2012 erreichte er das Finale beim Grand-Slam-Turnier in Paris und unterlag dann Rishod Sobirov. Im Mai kämpfte er bei Ostasienspielen in Gochang und unterlag im Finale seinem Landsmann Jang Jin-min.
2013 erreichte Kim das Finale bei den Asienmeisterschaften in Bangkok und unterlag dann dem Japaner Hirofumi Yamamoto. Bei der Universiade in Kasan gewann er Bronze in der Einzelwertung und Silber mit der Mannschaft. Auch bei den Weltmeisterschaften in Rio de Janeiro gewann er Bronze. Nach seinem Viertelfinalsieg gegen den Aserbaidschaner Orxan Səfərov unterlag er im Halbfinale dem Japaner Naohisa Takato. Im Kampf um Bronze bezwang er den Mongolen Ganbatyn Boldbaatar. Anderthalb Monate später siegte er bei den Ostasienspielen in Tianjin. Im November 2013 erreichte er das Finale beim Grand-Slam-Turnier in Tokio und verlor gegen Naohisa Takato.
2014 unterlag er im Viertelfinale der Asienspiele in Incheon dem Japaner Toru Shishime, gewann aber eine Bronzemedaille mit einem Sieg über den Taiwaner Ming Yen Tsai. Ende 2014 gewann Kim das Grand-Slam-Turnier in Tokio mit einem Sieg über Toru Shishime. 2015 gewann er die Asienmeisterschaften in Kuwait. Zwei Monate später siegte er bei der Universiade in Gwangju. Ende August bei den Weltmeisterschaften in Astana unterlag er Toru Shishime im Viertelfinale. Mit Siegen in der Hoffnungsrunde gegen den Usbeken Diyorbek Oʻrozboyev und Ganbatyn Boldbaatar erkämpfte Kim eine Bronzemedaille. Im Jahr darauf belegte er nach Niederlagen gegen den Russen Beslan Mudranow und Naohisa Takato den siebten Platz bei den Olympischen Spielen in Rio de Janeiro.
Nach zwei Jahren Pause kehrte Kim Ende 2018 mit einem dritten Platz beim Grand-Slam-Turnier in Osaka zurück. 2019 siegte er bei den Militärweltspielen in Wuhan und belegte erneut den dritten Platz in Osaka. Anfang 2021 siegte Kim beim IJF-Masters-Turnier. Bei den Olympischen Spielen in Tokio unterlag er im Viertelfinale dem Kasachen Jeldos Smetow. Nach einem Sieg in der Hoffnungsrunde verlor er den Kampf um eine Bronzemedaille gegen den Franzosen Luka Mkheidze. Bei den Olympischen Spielen 2024 belegte er den siebten Platz.